# سوق الأربعاء (المغرب)
سوق الأربعاء مدينة مغربية تقع في الجزء الشمالي الغربي للمملكة، بإقليم القنيطرة التابع لجهة الرباط سلا القنيطرة. تبعد عن العاصمة الرباط بحوالي 110 كيلومتر وعن مدينة القنيطرة ب 70 كيلومتر، وهي ملتقى عدة طرق، حيث تربط بين شمال المغرب في إتجاه طنجة ووسطه في اتجاه القنيطرة والرباط وشرقه فياإتجاه مدينة مكناس وفاس، وقد كانت فيما مضى عبارة عن بركة كبيرة من المياه تمتد لكيلومترات وقد تم تجفيفها واستغلالها في الزراعة. بلغ عدد سكانها 43.392 نسمة (حسب إحصاء سنة 2004).

## الاقتصاد
تعتمد أساسا في أنشطتها الاقتصادية على الزراعة وتربية المواشي وبعض النشاطات التجارية الهامشية المرتبطة كلها بالزراعة..عموما اقتصاد المدينة هش ضعيف إذ لا وجود لمشاريع لاحتواء الموارد البشرية المهمة التي تزخر بها المدينة.

## أهم أحيائها
- حي بدر
- حي هند
- حي السلام
- الحي الجديد (البام)
- الحي الصناعي (أو الدراكاج)
- حي الفتح
- حي أولاد حماد
- حي التقدم
- حي كريز بالإضافة إلى وسط المدينة
- حي زيز
- حي سياح
- وحي الظهر الحرش
- وكذا حي أولاد ابن السبع الذي ألحق مؤخرا بالمجال الحضري (حي كليطو حي أولاد جلول حي تفوتية حي أظهر الحرش حلالة العظمى)

## التعليم

### تحتوي المدينة على ما يربو على 11 مدرسة
- مدرسة الحي الجديد
- مدرسة السعديين
- مدرسة حي السلام 2 الموجودة في في حي هند

- مدرسة حي السلام 1 حي السلام

- مدرسة الحي الإداري

- مدرسة أولاد بن سبع

- مدرسة الليمون

- مدرسة إدريس الأزهر

- مدرسة السيدة زينب

- مدرسة المرابطين

- مدرسة الموحديين

### تحتوي على 4 إعداديات
- إعدادية صلاح الدين الأيوبي تأسست في السبعينات

- إعدادية الغرب تأسست في تسعينات

- إعدادية معاذ بن جبل في 2006
- إعدادية بني مالك 2008

### تحتوي على ثانويات تأهيليتة
- ثانوية سيدي عيسى

- ثانوية مولاي الحسن  تأسست في 2009 وفتحت أبوابها سنة 2010 /2011)
- ثانوية حي السلام (ثانوية جديدة تأسست في 2020 وفتحت أبوابها في سنة 2021)